# Iwanna Nyschnyk-Wynnykiw
Iwanna Wassyliwna Nyschnyk-Wynnykiw (ukrainisch Іванна Василівна Нижник-Винників, englisch Ivanna Nyzhnyk-Vynnykiv, französisch Ivanna Nijnyk-Vynnykiv, auch Joanna Nyznyk; * 8. Juli 1912 in Lwiw; † 9. Januar 1993 Mougins) war eine ukrainische Künstlerin.

## Leben und Wirken
Iwanna Nyschnyk begann ihr Studium im Jahr 1929 an der von  Andrej Scheptyzkyj gegründeten Oleksa Nowakiwskyj Kunstschule in Lwiw. Zu dieser Zeit war sie die einzige Frau unter den Studenten der Schule. Jeden Sommer besuchte sie Pleinairs in Kosmatsch, wo sie in die Mythologie der Karpaten und die huzulische Volkskunst eintauchte. 1938 trat sie der Vereinigung unabhängiger ukrainischer Künstler bei und heiratete den Ingenieur Myroslaw Wynnykiw.

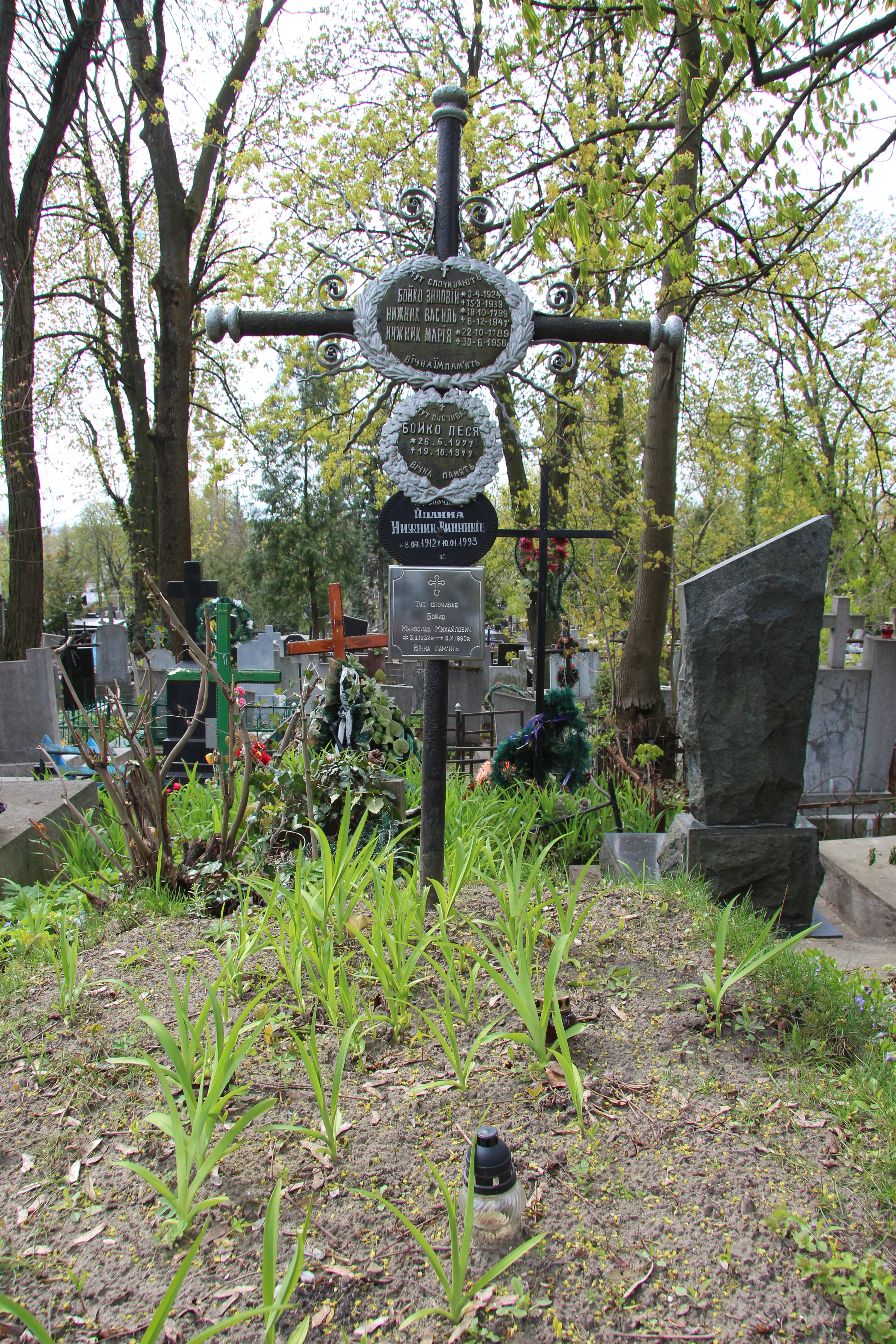
Grab von Iwanna Nyschnyk-Wynnykiw in Lwiw

Nach dem Ausbruch des Zweiten Weltkriegs zog Iwanna Nyschnyk-Wynnykiw in das vorübergehend von deutschen Truppen besetzte Gebiet Polens. Ihr Mann kam dort bei einem Bombenangriff ums Leben. In den Jahren 1945–46 befand sich die Künstlerin in Lager für Displaced Persons in Deutschland. Sie stellte ihre Werke auf Kunstausstellungen in Regensburg, Baden-Baden und München aus. Wegen der Gefahr von Repressalien durch das totalitäre kommunistische Regime emigrierte sie 1946 nach Frankreich, wo sie als Künstlerin arbeitete. In den Jahren 1948–49 studierte sie an der Académie Julian.
1952 lernte Nyschnyk-Wynnykiw die Witwe von Wolodymyr Wynnytschenko Rozalija, kennen, die in der Stadt Mougins bei Cannes in der Villa Zakutok (Einöde) lebte. Kurz vor Rozalijas Tod im Jahr 1959 zog Iwanna auf ihre Einladung hin, das sie laut Testament der Witwe kaufte, instand setzte und sich um das Erbe der Wynnytschenkos kümmerte. Nyschnyk-Wynnykiw machte Zakutok zu einem Zentrum der ukrainischen Kultur: die Brüder Wolodymyr-Jewhen und Swjatoslaw Hordynskyj aus den USA, der Künstler Robert Lisovsky und seine Tochter Soja Lissowska-Nyschankiwska aus der Schweiz, die Dichterin Wira Wowk aus Brasilien besuchten Zakutok.
1961 richtete Nyschnyk-Wynnykiw zusammen mit dem Künstler Jurij Kultschyzkyj in Zakutok ein Keramikwerkstatt mit einem großen Brennofen ein. Die Künstler experimentierten und versuchten, eine Synthese aus moderner europäischer Keramik und ukrainischer Volkskunst, insbesondere der Keramik von Opisсhnja und Kossiw, zu schaffen. Anfang der 1970er Jahre begann Iwanna, sich für die Teppichkunst zu interessieren. Sie schuf eine Serie von Kompositionen in der Patchwork-Applikationstechnik, die die kubistische Suche von Braque und Picasso mit den Traditionen der ukrainischen Teppichweberei und Ikonografie kombiniert.
Iwanna Nyschnyk-Wynnykiw starb am 9. Januar 1993. Die Asche der Künstlerin wurde nach Lemberg zurückgebracht und im Feld 31 des Janiwskyj-Friedhofs beigesetzt.